# Estratocles
Estratocles (en llatí Stratocles, en grec antic Στρατοκλῆς) fou un orador atenenc, fill d'Eutidem, contemporani de Demòstenes (meitat del segle iv aC) i amic de Licurg d'Atenes. Apareix com a general a la batalla de Queronea el 338 aC.
A proposta seva el seu amic Licurg va rebre l'ofici de director dels diners públics. Es va oposar a Demòstenes, a qui va acusar d'haver acceptat suborns d'Harpal. Era un bon orador però d'un caràcter complicat.
En ocasió de la derrota d'Amorgos (322 aC) Estratocles en va rebre la notícia una mica abans que fos públicament coneguda i va sortir al carrer a anunciar la victòria. Es van celebrar festes durant tres dies fins que es va conèixer la veritat. Quan se li retreure el seu engany va indicar que no es podien queixar perquè així havien tingut tres dies de festa.
Es considera que va ser un dels polítics més servils amb Demetri Poliorcetes, a favor del qual va proposar diversos decrets a l'assemblea (alguns força ridículs). En un enfrontament amb Demòcares aquest va acabar essent desterrat. Els misteris d'Eleusis es van acomodar als desitjos de Demetri que volia ser iniciat, l'any 302 aC.
Ciceró sembla indicar que l'orador va escriure un llibre històric però no en dona detalls.